# حرب الفضاء (لعبة)
حرب الفضاء (بالإنجليزية: Galaxy Wars)‏ هي لعبة فيديو صدرت في عام 1979، وهي متوفرة على أجهزة ألعاب آركيد. اللعبة من نشر تايتو.